# Novafeltria
Novafeltria – miejscowość i gmina we Włoszech, w regionie Emilia-Romania, w prowincji Rimini.

## Demografia
Według danych na styczeń roku 2012 gminę zamieszkiwały 7 374 osoby a gęstość zaludnienia wynosiła 176,5 os./km².